# Regno di Trinacria
Il Regno di Sicilia ultra Pharum nasce tra il 1282, anno di incoronazione di Pietro III di Aragona, e il 1302 anno della pace di Caltabellotta, quando, a conclusione della prima fase della guerra dei Vespri siciliani, il Regno di Sicilia fu ufficialmente diviso in due parti: l'Isola di Sicilia denominata ufficialmente Regno di Trinacria; alla parte continentale rimase la denominazione di regno di Sicilia, anche se più comunemente divenne noto come Regno di Napoli, con a guida il re Carlo II d'Angiò.
Il nome "Trinacria" fu scelto in onore dell'antico simbolo dell'isola, la triscele.

## Costanza e Pietro

Bandiera del Vespro

Nel 1266 l'ultimo re svevo di Sicilia, Manfredi perse sia il regno che la vita, mentre alcune famiglie siciliane come i Lauria, i Lanza (la famiglia della nonna di Costanza) e i Procida che si erano opposti agli angioini, si trasferirono nella Corona d'Aragona.
Quando anche Corradino morì decapitato per mano degli angioini, Costanza II di Sicilia, principessa della casa di Svevia, in quanto figlia di Manfredi, cercò di convincere il marito Pietro III re d'Aragona a riprendere il regno. Questi acconsentì e prese contatti con la nobiltà siciliana, stanca dei soprusi angioini.
Dopo l'insurrezione dei Vespri siciliani (30 marzo 1282), il popolo isolano cercò all'inizio di costituire uno stato chiamato Communitas Siciliae, ma subito i nobili isolani chiamarono Costanza e il marito Pietro a regnare sull'isola. Una delegazione incontrò Pietro III d'Aragona, che si trovava in nord Africa, a Djerba per la spedizione di Tunisi, e gli offrì la corona del Regno di Sicilia.
Pietro sbarcò così a Trapani il 29 agosto, quando la città stava per arrendersi ed entrò a Palermo il giorno successivo, togliendo l'assedio a Messina.
Pietro e Costanza furono incoronati regnanti il 7 settembre 1282 a Palermo.
Quando egli cercò di riconquistare la parte continentale del Regno, scoppiò una rivolta interna, capitanata da Gualtiero di Caltagirone. Lo stesso Pietro, scomunicato da Papa Martino IV, ritornò in Aragona per combattere contro la crociata aragonese, lasciando l'isola nelle mani della moglie.
Pietro morì nel 1285 e la moglie continuò ad occuparsi del governo dell'isola come reggente, per conto del figlio Giacomo. Lo stesso Giacomo, una volta ottenuta l'investitura papale, fondò un regno di Sardegna e Corsica lasciando la Sicilia alla madre. Intanto il parlamento siciliano nel 1295 scelse come re Federico III che passò alla storia come uno dei migliori re dell'isola.
Costanza lasciò la sua terra natia proprio nel 1295 e si ritirò in clausura a Barcellona dove morì nel 1302.

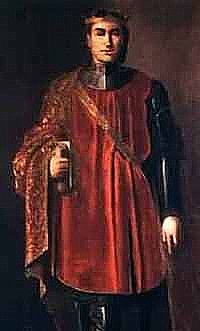
Giacomo II di Aragona

## Giacomo
Giacomo d'Aragona fu re di Sicilia dal 1286, col nome di Giacomo I, mentre il fratello maggiore Alfonso III gli successe sul trono di Aragona e di Valencia e nelle contee catalane. L'ex regno di Sicilia era diviso in due regni, quello di Napoli, sul continente e quello di Sicilia, che poi diverrà di Trinacria, sull'isola, ed entrambe le parti erano in perenne conflitto fra loro.
Giacomo, raggiunta la Sicilia dove già si trovava la madre Costanza, continuò la guerra contro gli angioini con al comando dell'ammiraglio Ruggero di Lauria. Il 23 giugno 1287 Lauria sconfisse la flotta napoletana, a Castellamare, impadronendosi di 42 galere, mentre lo stesso giorno Giacomo sventava un attacco contro Augusta. Carlo II d'Angiò fu imprigionato e deportato in Aragona, ma fu rilasciato sotto investitura papale e nominato re di Napoli.
Nell'agosto dello stesso anno, a causa dei mamelucchi che minacciavano Acri, fu siglata una tregua di due anni.
Quando nel 1291 Giacomo fece pace con i francesi, annunciò di ridare l'isola agli angioini. Il 19 giugno di quello stesso anno, il fratello Alfonso morì improvvisamente lasciando la corona d'Aragona a Giacomo e disponendo che la Sicilia andasse al terzo fratello Federico; Giacomo quindi divenne sovrano dei territori iberici e si fece incoronare a Saragozza nel mese di luglio, ma si tenne il regno di Sicilia dando al fratello Federico (già in Sicilia dal 1283) il titolo di governatore dell'isola e rimase con l'amata madre.
Nel breve governo di Giacomo in Sicilia fu data maggiore vita al parlamento e furono incrementati i traffici commerciali, ma col trattato di Anagni (avviato su proposta del Papa Celestino V e concluso dal Papa Bonifacio VIII), Giacomo cedette la Sicilia ritirandosi definitivamente dalla guerra contro gli angioini.
In cambio ottenne l'investitura papale di fondare un regno Sardo-Corso.
Il trattato prevedeva l'unione di Giacomo con Bianca d'Angiò figlia del Re Carlo e sorella di Roberto d'Angiò ed il matrimonio di quest'ultimo con Iolanda d'Aragona sorella di Giacomo. Inoltre il trattato prevedeva la remissione in libertà degli angioini catturati.
Ma i nobili siciliani rifiutarono il trattato e nominarono re dell'isola nel 1295 il giovane ma determinato fratello Federico.

## Federico III
Mentre Giacomo lasciava la madre e il fratello Federico al loro destino, il parlamento siciliano non ci sta e dichiara decaduto dal trono il re precedente, nominando al suo posto (e a furor di popolo) il fratello minore Federico.
Federico riprese la guerra del Vespro, con determinazione conservò la Sicilia e portò la guerra anche nel napoletano sfidando gli angioini "in casa". Allora papa Bonifacio VIII chiamò a Roma sia Giacomo che Carlo II d'Angiò e obbligò entrambi a dichiarare guerra all'isola affinché la riconquistassero e rispettassero il trattato di Anagni; dovettero abbandonare la Sicilia, sia Giovanni da Procida che Ruggero di Lauria, che divenne ammiraglio della flotta alleata anti-siciliana ed alla fine anche la regina madre Costanza dovette abbandonare il figlio prediletto Federico.
Giacomo si alleò nuovamente con gli angioini e con una potentissima coalizione anti-siciliana formata dal regno angioino di Napoli, regno di Francia, Papato, Città guelfe italiane e Corona d'Aragona, dichiarò guerra all'isola con l'intento di riconquistarla. Con il nome di Federico III fu incoronato re a Palermo il 25 marzo 1296.
Il 4 luglio 1299 si combatté nelle acque di Capo d'Orlando una battaglia passata alla storia come una delle più dure, 6.000 soldati siciliani morirono, mentre il Capitano generale della flotta: Blasco d'Alagona e lo stesso Federico rimasero feriti, e salvarono solo 17 galee.
Federico ferito non abbandonò mai l'esercito siciliano e continuò a resistere.
L'isola resistette più volte e il fratello Giacomo si ritirò in Aragona dove iniziò a conquistare la Sardegna e la Corsica.
La guerra però non era finita, gli Angioini cinsero d'assedio Messina ed entrarono a Catania ma Federico scacciò gli invasori il 1º dicembre 1299 nella battaglia di Falconara, nelle campagne di Trapani, nel triangolo compreso nelle frazioni trapanesi di Fontanasalsa, Marausa e Locogrande.
Allora il papa, nel 1300, chiamò in aiuto i templari, gli ospitalieri ed i riluttanti Genovesi, ma al di là di una nuova brillante vittoria della flotta di Ruggiero di Lauria su quella siciliana, la situazione non migliorò, anzi continuava uno stato di costante guerra.
Infine Bonifacio VIII si rivolse al re di Francia, Filippo IV il Bello, che inviò un esercito al comando del fratello, Carlo di Valois che, arrivato in Sicilia, nel maggio del 1302, l'attraversò sino a Sciacca, dove però arrivò distrutto dalla malaria e, per la paura di un deciso attacco da parte di Federico, accettò la pace che gli venne offerta.
La prima fase della guerra dei Vespri Siciliani terminò con la pace di Caltabellotta: il 31 agosto 1302, nel castello del Pizzo, si firmò il trattato di pace che prevedeva che Federico rimanesse re dell'isola con il titolo di Re di Trinacria fino alla sua morte e che poi avrebbe consegnato l'isola agli angioini ed inoltre sanciva l'impegno che Federico sposasse Eleonora, figlia di Carlo II di Napoli.
In realtà questo trattato servì a Federico a fortificare l'isola e a risanarne l'economia riprendendo così con maggior vigore la guerra contro Napoli. Federico inoltre formula un trattato costituzionale con il popolo e i nobili isolani:
Nel 1313 riprese la guerra contro gli angioini ed assunse nel 1314 il titolo di re di Sicilia, stabilendosi a Palermo, e si accordò con gli angioini per una tregua, che sarebbe durata fino al 1320.
Finita la tregua, Federico, nel 1321, inviò una potente flotta con reparti di cavalleria di fronte a Genova, in aiuto ai ghibellini che combattevano contro la repubblica di Genova, ma Roberto d'Angiò, alleato di Genova, inviò 82 galee che costrinsero la flotta siciliana a ritirarsi e rientrare in Sicilia. Nel settembre dello stesso anno, la flotta siciliana tornò a Genova e coordinando gli attacchi con le truppe dei ghibellini lombardi capitanati da Marco Visconti, riuscì a creare grandi difficoltà per i difensori, senza però riuscire a fare cadere la città. Col cattivo tempo, la flotta, molto danneggiata, dovette rientrare definitivamente in Sicilia.

La bandiera del Regno di Trinacria ideata da Federico III

Nel 1322 Federico per non perdere la Sicilia incoronò il figlio Pietro re dell'isola per assicurarsi la successione, attirandosi le ire del papa Giovanni XXII, che scagliò l'interdetto sulla Sicilia e lo tolse solo nel 1334.
In viaggio da Palermo ad Enna, si ammalò gravemente. Morì il 25 giugno 1337, mentre era in viaggio per Catania, poiché sperava di ricevere cure migliori nell'ospedale della Commenda di S. Giovanni Gerosolimitano nei pressi di Paternò (CT). Com'era tradizione di quei tempi, nell'ospedale vennero sepolte le viscere, mentre la salma, trasportata a Catania, fu esposta al Castello Ursino. Federico all'inizio dichiarò di voler esser sepolto a san Francesco nella città di Barcellona, accanto al fratello Alfonso d'Aragona e alla madre Costanza. Tale allontanamento da Palermo sarebbe stato inaccettabile per i siciliani e quindi modificò le sue volontà e dispose per una sepoltura nella cattedrale della capitale. La salma venne quindi tumulata provvisoriamente nella Cattedrale di Catania, in attesa di traslazione a Palermo. A causa del perdurare della guerra del Vespro la salma rimase definitivamente a Catania.

## Pietro II
Pietro II di Trinacria era figlio di Federico III e di Eleonora d'Angiò e fu dal 1321 re di Trinacria.
Nel 1321 il padre Federico gli assegnò la corona di Trinacria vanificando gli effetti della pace di Caltabellotta, accordo che prevedeva il ritorno della corona agli Angioini. Con questo atto proseguì la lotta iniziata con la rivolta del Vespro in Sicilia. Ma regnò effettivamente dal 1337 in poi alla morte del padre Federico.
Si sposò con Elisabetta di Carinzia, dal matrimonio nacquero nove figli compresi i due futuri re di Trinacria cioè Ludovico e Federico IV
Il suo regno sarà caratterizzato dalla continua guerra contro gli Angioini di Napoli difendendo l'isola dagli attacchi esterni e cercò di rendere il regno come un organismo solido e strutturato riuscendo a mantenere l'indipendenza dai "soliti" attacchi.
Morì il 15 agosto 1342, a Calascibetta (EN).
È sepolto nella cattedrale di Palermo.

## Ludovico il fanciullo
Ludovico il Fanciullo fu Re di Trinacria dal 1342.
Suo padre Pietro II di Trinacria morì nel 1342 e il regno passò nelle mani del figlio che aveva solo cinque anni, coadiuvato dalla madre Elisabetta di Carinzia e dal marchese di Randazzo Giovanni.
Durante il suo regno, il reame fu colpito da una pestilenza che decimò la popolazione per alcuni anni, in punto di morte, dichiarò tutore del regno Blasco II d'Alagona, malvisto dalla nobiltà catanese e siciliana in generale, per via delle sue origine extra-isolane.
Ludovico mandò l'esercito regio a Milazzo a sfidare i Chiaramonte e successivamente si arrivò alla pace.
Morirà nel 1355 colpito dalla peste a soli 17 anni.
La sua dimora preferita fu Randazzo.

## Federico IV

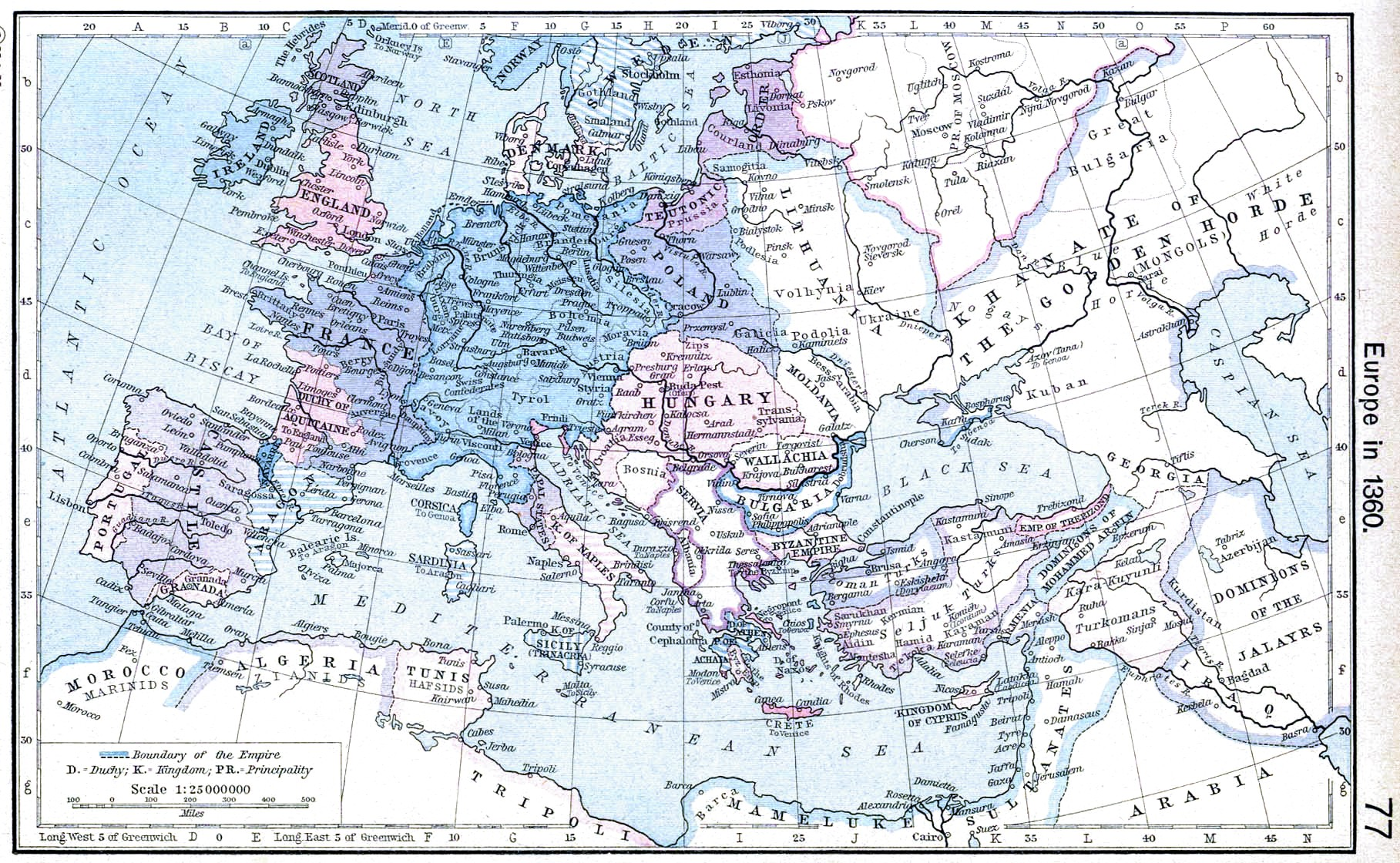
In questa cartina che rappresenta l'Europa del 1360, la Sicilia compare come stato indipendente.

A succedere a Ludovico sarà Federico fratello minore del re precedente.
Federico IV è famoso soprattutto per aver chiuse definitivamente la contesa contro gli angioini, dominatori di Napoli, dopo ben novanta anni di guerre reciproche. Nel 1372 Federico firmò ad Avignone gli accordi con la regina di Napoli, Giovanna d'Angiò che sancirà la pace definitiva tra i due regni e le due case regnanti.
Il trattato stabiliva il riconoscimento del possesso della Sicilia al ramo di Federico della casa di Aragona, come contropartita il papa e il re di Napoli erano riconosciuti come sovrani dal Re di Trinacria e il regno di quest'ultimo manteneva la denominazione di Regno di Sicilia, si trattava di una condizione di vassallaggio, che divenne simbolica in poco tempo causa la decadenza del regno angioino.
Tuttavia i re isolani, negli atti ufficiali, si didero il titolo di "Re di Sicilia ultra Pharum", chiamando i regno napoletano "Sicilia citra Pharum"; solamente nel 1444 Alfonso V d'Aragona, passato alla storia anche come anche Alfonso I di Napoli, riunirà le due corone prendendo il titolo di Rex utriusque Siciliae (ossia Re dell'una e dell'altra Sicilia).
Il nomignolo di Federico IV sarà "il semplice" perché gli viene rimproverato il fatto di avere poche abilità gestionali.
Durante il suo regno ci sarà la solita contesa interna tra i Chiaramonte e i Moncada.

## Artale Alagona e lo scacco di Ognina

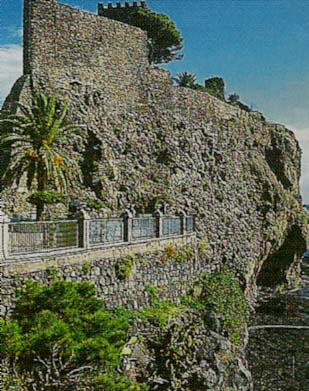
Il castello di Aci, luogo dove Artale sconfisse definitivamente gli Angioini

Prima di chiudere l'estenuante contesa della guerra dei novanta anni, ci sarà un ultimo scontro, avvenuto nelle coste di Aci, gli angioini tentarono dei continui attacchi nelle coste isolane, le galee angioine penetrarono nel territorio marittimo di Aci saccheggiando la località e assediando i resistenti nel castello cittadino, Artale il Gran giustiziere del regno, con coraggio e spregiudicatezza uscì con il suo esercito ed affrontò le galee napoletane affondandone due e mettendo in fuga i superstiti.
Questo episodio chiamato "lo scacco di Ognina" diede la svolta definitiva nella risoluzione della controversia durata novanta anni.

## Maria regina di Trinacria
Maria era figlia di Federico IV, alla morte del padre ereditò il regno a soli dieci anni, in quanto la madre morì nel parto.
Quindi gli fu affidato un tutore cioè Artale Alagona il Gran giustiziere del regno ed acclamato eroe dell'isola.
Il regno attraversò un nuovo periodo di delicatezza interna, e fu diviso in quattro vicariati diversi ufficialmente per garantire il buon governo dell'isola ed evitare i soliti screzi
tra le due fazioni avverse, cioè i filo Chiaramonte (di parte siciliana) e i filo Moncada (di parte iberica), per garantire insieme un buon governo collettivo.
In realtà l'isola si trovò divisa in quattro parti, in quanto ognuno gestiva i propri territori senza cooperare con gli altri.
Nel frattempo la giovane Maria cresce ed arriva l'età del matrimonio.
Artale sceglie per lei un principe italiano, la scelta ricade su Gian Galeazzo Visconti signore di Milano, il che fa infuriare i Moncada, infatti la regina viene rapita e portata tra i vari castelli dell'isola, dove si pensa di farla legare con un giovane rampollo della famiglia.
In realtà viene portata a Barcellona e sposata con Martino il Giovane, questo verrà considerato un usurpatore del trono e creerà ulteriori tensioni interne tra le due storiche fazioni.
La coppia avrà un figlio Pietro (sarebbe diventato III) ma morirà a soli sei anni nel 1400.
Maria morirà a Lentini l'anno successivo.

## I due re Martino
Quindi a prendere il potere dell'isola sarà il marito, Martino il Giovane. Questi sposerà in seconde nozze, l'anno successivo alla morte della moglie, Bianca di Évreux, che diventerà regina consorte di Trinacria e poi regina vicaria dell'isola fino al 1416. Il governo di Martino sarà tutt'altro che buono, infatti si accentua la solita contesa tra le due fazioni e con la morte per decapitazione di Andrea Chiaramonte si esaurirà la dinastia nobiliare siciliana.
Martino il giovane morirà a Cagliari per malaria il 25 luglio 1409.
A salire sul trono di Trinacria sarà il padre Martino il Vecchio (Martino II), ma morirà l'anno successivo.

## La regina Bianca e la perdita dell'indipendenza
Con la morte del marito Martino I e del successore Martino II il potere del regno sarà assunto dalla regina consorte Bianca di Évreux, come vicaria del re della corona d'Aragona, che dovette fronteggiare le avances dell'anziano Bernardo Cabrera conte di Modica, che voleva sposarla per forgiarsi del titolo regale di Trinacria, in opposizione al quale i nobili siciliani offrirono come sposo un giovane conte Niccolò Peralta, col pretesto di salvare l'indipendenza del regno ormai in agonia.
Dal 1410 al 1412 si crearono due anni di interregno e Bianca venne nominata dal re d'Aragona Ferdinando I regina con il titolo di vicaria del regno isolano.
Ella rimarrà nell'isola fino al 1416 quando avrà il titolo di regina di Navarra e lascerà l'isola che perderà definitivamente l'indipendenza di regno per diventare un vicereame.